# Calificările pentru Campionatul Mondial de Fotbal 2018 (CONCACAF) – runda a doua
Runda secundă a meciurilor CONCACAF pentru Calificările pentru Campionatul Mondial FIFA 2018 se vor juca între 8 și 16 iunie 2015.

## Format
Un total de 20 de echipe (echipele clasate pe locurile 9-21 și 7 câștigătoare din prima rundă) vor juca acasă și în deplasare într-un sistem tur-retur. 7 câștigătoare vor avansa în a treia rundă.

## Favoriți
Tragerea la sorți pentrua doua runda de calificări a avut loc pe 15 ianuarie 2015, 19:00 (EST) UTC−5 la W Hotel în Miami Beach, Statele Unite.
20 de echipe sînt așezate în 4 boluri. Bolul 3 conține echipele clasate pe locurile 16-18, bolul 4 conține echipele clasate pe locurile 19-21, bolul 5 conține echipele clasate pe locurile 9-15, și bolul 6 conține șapte câștigători din prima rundă (jucate între echipele clasate pe locurile 22-35). Tragerea este bazată pe Clasamentul FIFA pe națiuni pe luna august 2014.
| Bol 3 | Bol 4 |
| --- | --- |
| 1. Sfântul Vicențiu și Grenadine (134) 2. Sfânta Lucia (138) 3. Grenada (142)                                                       | 1. Antigua și Barbuda (149) 2. Guyana (153) 3. Puerto Rico (155)                                                                                      |
| Bol 5 | Bol 6 |
| 1. Canada (122) 2. Cuba (124) 3. Aruba (124) 4. Republica Dominicană (126) 5. El Salvador (127) 6. Surinam (131) 7. Guatemala (134) | 1. Sfântul Cristofor și Nevis (159) 2. Belize (162) 3. Dominica (168) 4. Barbados (169) 5. Insulele Bermude (173) 6. Nicaragua (175) 7. Curaçao (182) |

Notă: Identitatea echipelor din bolul 6 (câștigători prima rundă) nu s-a știut la data tragerei.

## Meciurile
| Echipa #1                     | Total   | Echipa #2        | Tur | Retur |
| ----------------------------- | ------- | ---------------- | --- | ----- |
| Sfântul Vicențiu și Grenadine | 6–6 (a) | Guyana           | 2–2 | 4–4   |
| Antigua și Barbuda            | 5–4     | Sfânta Lucia     | 1–3 | 4–1   |
| Puerto Rico                   | 1–2     | Grenada          | 1–0 | 0–2   |
| Canada                        | 6–0     | Dominica         | 2–0 | 4–0   |
| Republica Dominicană          | 1–5     | Belize           | 1–2 | 0–3   |
| Guatemala                     | 1–0     | Insulele Bermude | 0–0 | 1–0   |
| Aruba                         | 3–2     | Barbados         | 0–2 | 3–0   |
| Sfântul Cristofor și Nevis    | 3–6     | El Salvador      | 2–2 | 1–4   |
| Curaçao                       | 1–1 (a) | Cuba             | 0–0 | 1–1   |
| Nicaragua                     | 4–1     | Surinam          | 1–0 | 3–1   |

| Sfântul Vicențiu și Grenadine | 2–2                             | Guyana                   |
| ----------------------------- | ------------------------------- | ------------------------ |
| C. Stewart 49' Slater 83'     | Report (FIFA) Report (CONCACAF) | Beresford 26' Wilson 75' |

| Guyana                                           | 4–4                             | Sfântul Vicențiu și Grenadine           |
| ------------------------------------------------ | ------------------------------- | --------------------------------------- |
| Welshman 39', 76' Beresford 50' (pen.) Danns 86' | Report (FIFA) Report (CONCACAF) | Samuel 16' Slater 41', 57' Anderson 66' |

 Sfântul Vicențiu și Grenadine câștigă la numărul de goluri și avansează în  a treia rundă.
| Antigua și Barbuda | 1–3                             | Sfânta Lucia                       |
| ------------------ | ------------------------------- | ---------------------------------- |
| Tevaughn 21'       | Report (FIFA) Report (CONCACAF) | Paul 26' Henry 61' Greenidge 90+1' |

| Sfânta Lucia         | 1–4    | Antigua și Barbuda                          |
| -------------------- | ------ | ------------------------------------------- |
| Frederick 81' (pen.) | Report | Parker 70', 90+3' Harriette 85' Tumwa 90+5' |

 Antigua și Barbuda câștigă la general 5–4 și avansează în  a treia rundă.
| Puerto Rico | 1–0                             | Grenada |
| ----------- | ------------------------------- | ------- |
| Bozkurt 16' | Report (FIFA) Report (CONCACAF) |         |

| Grenada                            | 2–0                             | Puerto Rico |
| ---------------------------------- | ------------------------------- | ----------- |
| Morales 34' (o.g.) Ja. Charles 81' | Report (FIFA) Report (CONCACAF) |             |

 Grenada câștigă la general cu 2–1 și avansează în  a treia rundă.
| Dominica | 0–2                             | Canada                      |
| -------- | ------------------------------- | --------------------------- |
|          | Report (FIFA) Report (CONCACAF) | Larin 6' Teibert 67' (pen.) |

| Canada                                  | 4–0                             | Dominica |
| --------------------------------------- | ------------------------------- | -------- |
| Akindele 4' Larin 41' Ricketts 52', 77' | Report (FIFA) Report (CONCACAF) |          |

 Canada câștigă la general cu 6–0 și avansează în  a treia rundă.
| Republica Dominicană | 1–2                             | Belize            |
| -------------------- | ------------------------------- | ----------------- |
| Lombardi 71'         | Report (FIFA) Report (CONCACAF) | McCaulay 13', 88' |

| Belize                             | 3–0                             | Republica Dominicană |
| ---------------------------------- | ------------------------------- | -------------------- |
| Róchez 17' Kuylen 37' McCaulay 76' | Report (FIFA) Report (CONCACAF) |                      |

 Belize câștigă la general cu 5–1 și avansează în  a treia rundă.
| Guatemala | 0–0                             | Insulele Bermude |
| --------- | ------------------------------- | ---------------- |
|           | Report (FIFA) Report (CONCACAF) |                  |

| Insulele Bermude | 0–1                             | Guatemala    |
| ---------------- | ------------------------------- | ------------ |
|                  | Report (FIFA) Report (CONCACAF) | Cincotta 25' |

 Guatemala câștigă la general cu 1–0 și avansează în  a treia rundă.
| Aruba | 0–2                             | Barbados                           |
| ----- | ------------------------------- | ---------------------------------- |
|       | Report (FIFA) Report (CONCACAF) | Harte 18' · Boyce 28' · Browne 68' |

| Barbados     | 0–3 La masa verde               | Aruba |
| ------------ | ------------------------------- | ----- |
| Holligan 78' | Report (FIFA) Report (CONCACAF) |       |

 Aruba câștigă la general cu 3–2 și avansează în  a treia rundă.
| Sfântul Cristofor și Nevis | 2–2                             | El Salvador             |
| -------------------------- | ------------------------------- | ----------------------- |
| Mitchum 68' Sawyers 71'    | Report (FIFA) Report (CONCACAF) | Herrera 41' Bonilla 86' |

| El Salvador                           | 4–1                             | Sfântul Cristofor și Nevis |
| ------------------------------------- | ------------------------------- | -------------------------- |
| Cerén 2' Bonilla 54', 80' Alvarez 62' | Report (FIFA) Report (CONCACAF) | Harris 69'                 |

 El Salvador câștigă la general cu 6–3 și avansează în  a treia rundă.
| Curaçao      | 0–0                             | Cuba |
| ------------ | ------------------------------- | ---- |
| G. Marie 87' | Report (FIFA) Report (CONCACAF) |      |

| Cuba       | 1–1                             | Curaçao      |
| ---------- | ------------------------------- | ------------ |
| Márquez 5' | Report (FIFA) Report (CONCACAF) | Merencia 16' |

1–1 la general.  Curaçao câștigă datorită Regulei golului marcat în deplasare și avansează în  a treia rundă.
| Nicaragua     | 1–0                             | Surinam |
| ------------- | ------------------------------- | ------- |
| Chavarría 45' | Report (FIFA) Report (CONCACAF) |         |

| Surinam | 1–3                             | Nicaragua                             |
| ------- | ------------------------------- | ------------------------------------- |
| Fer 3'  | Report (FIFA) Report (CONCACAF) | Leguías 26' Rosas 51' Chavarría 90+3' |

 Nicaragua câștigă la general cu 4–1 și avansează în  a treia rundă.

## Marcatori
3 goluri
- Deon McCaulay
- Nelson Bonilla
- Tevin Slater

2 goluri
- Tevaughn Harriette
- Josh Parker
- Cyle Larin
- Tosaint Ricketts
- Brandon Beresford
- Emery Welshman
- Carlos Chavarría

1 gol
- Aaron Tumwa
- Emerson Boyce
- Mario Harte
- Hadan Holligan
- Elroy Kuylen
- Harrison Róchez
- Tesho Akindele
- Russell Teibert
- Yénier Márquez
- Papito Merencia
- Geremy Lombardi
- Arturo Alvarez
- Darwin Cerén
- Irvin Herrera
- Jamal Charles
- Stefano Cincotta
- Neil Danns
- Daniel Wilson
- Raúl Leguías
- Manuel Rosas
- Deniz Bozkurt
- Atiba Harris
- Orlando Mitchum
- Romaine Sawyers
- Kurt Frederick
- Troy Greenidge
- David Henry
- Tremain Paul
- Oalex Anderson
- Tevin Slater
- Cornelius Stewart
- Roxey Fer